# Batajnica

Batajnica (Serbio Cirílico: Батајница) es un barrio situado al noroeste de Belgrado, la capital de Serbia, a 20 kilómetros del centro. Está en el municipio de Zemun. Según datos de 2002 su población era de 30.702 habitantes. 

## Nombre
Coloquialmente, sus habitantes denominan a su ciudad Bataja (Батаја) o Bataja Siti (Батаја Сити, Ciudad Bataya).

## Geografía
Batajnica está situada en la región de Sirmia, en su parte norte, cerca de la frontera administrativa de la provincia de Voivodina, formando ambas las partes más al norte y más al oeste de Belgrado respectivamente. Se encuentra próxima a la orilla derecha del Danubio, pero no justo en la orilla, debido al riesgo de inundaciones. Un pequeño collado de 114 metros de altura les separa del río. 
Se encuentra a 25 km del centro de la ciudad de Belgrado, pero solo a 6 de Nova Pazova y de Novi Banovci. Su altitud es de 71 metros sobre el nivel del mar.

## Historia
Restos arqueológicos de la Edad de Bronce fueron encontrados en los campos de las afueras de la ciudad. Sin embargo, su asentamiento moderno es mucho más reciente, datando probablemente del siglo XVI, refiriéndose a ella como Batthay. Pero la primera evidencia tangible del asentamiento data de 1708, cuando en varios documentos es descrita como un pequeño pueblo con 90 hogares.
El asentamiento en su forma moderna se origina en el periodo de la abolición de la Frontera Militar en 1873, cuando se tiene conocimiento de la existencia de antiguos soldados y de sus familias en el lugar. Esta práctica continuó años más tarde, cuando veteranos de la Primera Guerra Mundial se asentaron en Batajnica.
Fue un distrito (srez) entre las dos guerras mundiales. Al acabar la Segunda Guerra Mundial fue parte del distrito de Zemun, pero todavía como municipìo independiente, y juntos formaron parte del distrito de Belgrado en 1955, cuando el municipio fue abolido. En 2002 hubo un movimiento popular para reclamar de nuevo la antigua municipalidad de la ciudad, pero tuvo muy poca repercusión en los medios de comunicación.

## Población
Batajnica experimentó un constante crecimiento a lo largo del siglo XX. Un especial aumento de la población se dio mediados los años 90, con un importante flujo de refugiados de las guerras yugoslavas, especialmente la Operación Tormenta, que forzó a casi 250.000 serbios de Croacia a refugiarse en Serbia, estableciéndose muchos de ellos en las afueras de Belgrado. 
La evolución de la población de Batajnica, según los censos oficiales de población (hasta 1971 como población independiente, y desde 1981 como vecindario de Belgrado) es la siguiente:
- 1921 - 2.486
- 1953 - 5.291
- 1971 - 14.567
- 1981 - 18.599
- 2002 - 30.172

## Economía
Antes de la aceleración urbanística de la segunda mitad del siglo XX, Batajnica era un pueblo predominantemente agrícola. Como resultado de dicha urbanización, se instalaron en la ciudad industrias de todo tipo: alimentación, textil, material de construcción, etc. Posteriormente, todo tipo de industrias se hicieron un hueco, habiendo hoy en día más de 400 empresas privadas asentadas en la ciudad.

## Deportes
El equipo de fútbol de la ciudad es el BSK Batajnica, que juega en la cuarta división (Četvrta Liga) de la región de Belgrado (Beogradska Zona).

## Transportes

### Ferrocarril
Batajnica se encuentra en la ruta de ferrocarril entre Belgrado y Novi Sad, siendo un punto donde la línea se separa y atraviesa parte de Syrmia a través del río Sava en Ostružnica, contiunando por las afueras del sur de la capital, formando una especie de línea interna que circunvala toda la región.

### Carretera
También está situada junto a las carreteras que llevan a Novi Sad, Subotica y Budapest, la antigua (Stari Novosadski put) y la nueva autopista Belgrado-Novi Sad.

### Transporte aéreo
Muy cerca de la ciudad se encuentra la Base Aérea de Batajnica, con un reducido tráfico civil, y que fue fuertemente bombardeada en 1999 por las fuerzas de la OTAN.

### Transporte público
- Línea 73: Novi Beograd (Blok 45) - Batajnica (žel. stanica) (4-23)
- Línea 700: Batajnica (žel. stanica) - Batajnica (Vojvođanskih brigada) - Batajnica (Žel. stanica) (4-23)
- Línea 702: Batajnica (žel. stanica) - Busije (crkva) (4-23)
- Línea 703: Batajnica (žel. stanica) - Ugrinovci (4-23)
- Línea 706: Zeleni venac - Batajnica (4-23)
- Línea 706 (expreso): Zemun (Kej oslobođenja) - Batajnica (6-20)

### Nocturno transporte
- Línea 706: Trg republike - Batajnica (0-4)

### Tren
- BG:voz: Ovca - Batajnica (6-22)